# Dårfågel

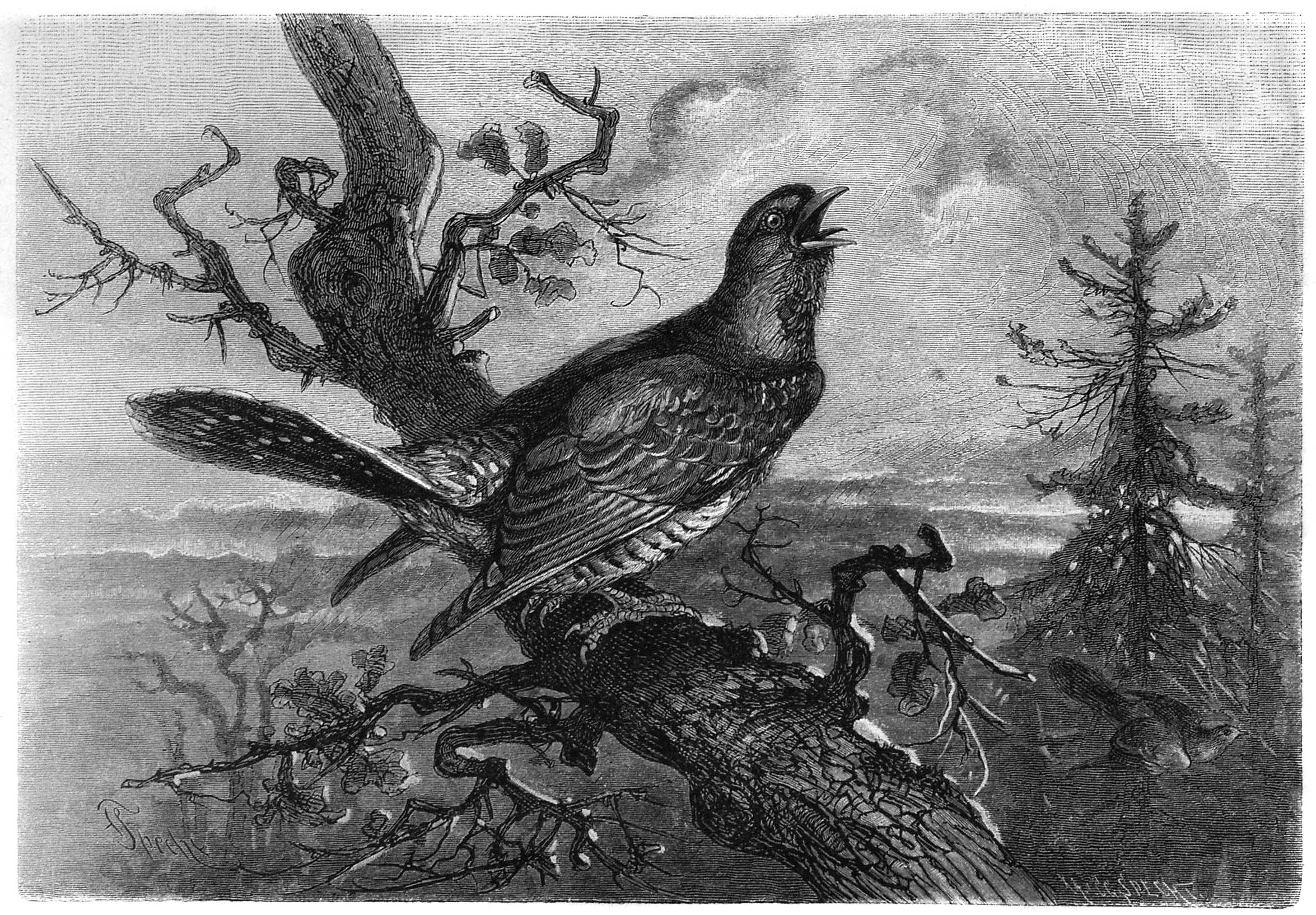
Enligt folktron bringade det otur att höra vissa fåglar, speciellt om man var på fastande mage och speciellt farlig var göken.

Dårfågel, jämför det norska dialektala daarefugl, fågel som dårar, det vill säga gör mållös, är inom folktron uppfattningen att man kunde bli negativt påverkad av att höra vissa fåglar, främst de första vårfåglarna. Ofta nämns gök och lom.
Föreställningen att man kunde bli "dårad", eller "gökdårad" är mycket gammal och spridd över stora delar av världen. Om man var hungrig när man hörde dårfågeln skulle man få svälta under året, var man sjuk och svag skulle detta tillstånd fortsätta eller också drabbades man av otur av att bli dårad. Sjukdomen som dårandet ledde till beskrivs ofta som ett borttvinande tillstånd med trötthet, blekhet och avmagring.
Utöver gök, lom och vårfåglar nämns även kråka, skata, uggla, orre, tofsvipa, stare, beckasin och svan som dårfåglar. Det finns vidare berättelser om hur grodor och även tröskslag från logen kunde dåra folk. För att skydda sig från risken att bli dårad var det viktigt att om våren inte gå ut på fastande mage (vara på nykter mage). Man borde alltid ha ätit något, om så bara en brödbit. Denna matbit har fått olika namn som dårbit och fågelbit. På Irland kallades den cuthaig (gökbröd), i England för cuckoo's morsel (gökens munsbit) och uttrycket kaffegök (det vill säga kaffekask) härstammar också från denna föreställning. Enda boten om man hörde fågelrop var, enligt folktro i Norden och Baltikum, att omedelbart bita i ett friskt träd vilket istället medförde att trädet förtorkade.